# 5030 Gyldenkerne
5030 Gyldenkerne è un asteroide della fascia principale. Scoperto nel 1988, presenta un'orbita caratterizzata da un semiasse maggiore pari a 2,2621392 UA e da un'eccentricità di 0,0920734, inclinata di 8,89192° rispetto all'eclittica.